# Gwatemala na Letnich Igrzyskach Olimpijskich 1996
Gwatemalę na Letnich Igrzyskach Olimpijskich 1996 reprezentowało 26 zawodników: 25 mężczyzn i jedna kobiety. Był to 9 start reprezentacji Gwatemali na letnich igrzyskach olimpijskich.

## Skład kadry

### Badminton
Mężczyźni
- Kenneth Erichsen – gra pojedyncza – 33. miejsce

### Judo
Mężczyźni
- Juan González – waga do 71 kg – 33. miejsce,
- Rodolfo Cano – waga do 86 kg – 32. miejsce

### Kajakarstwo górskie
Mężczyźni
- Ben Kvanli – K-1 – 33. miejsce

### Kolarstwo
Mężczyźni
- Antón Villatoro
  - kolarstwo szosowe wyścig ze startu wspólnego – nie ukończył wyścigu,
  - kolarstwo szosowe jazda indywidualna na czas – 25. miejsce,
- Omar Ochoa – kolarstwo szosowe wyścig ze startu wspólnego – nie ukończył wyścigu,
- Márlon Paniagua – kolarstwo szosowe wyścig ze startu wspólnego – nie ukończył wyścigu,
- Felipe López – kolarstwo szosowe wyścig ze startu wspólnego – nie ukończył wyścigu,
- Edwin Santos – kolarstwo szosowe wyścig ze startu wspólnego – nie ukończył wyścigu,
- Sergio Godoy – kolarstwo torowe wyścig punktowy – 20. miejsce

### Lekkoatletyka
Mężczyźni
- Luis Martínez – maraton – 82. miejsce,
- Luis García – chód na 20 km – 43. miejsce,
- Julio René Martínez – chód na 20 km – nie ukończył konkurencji (dyskwalifikacja),
- Roberto Oscal – chód na 20 km – nie ukończył konkurencji (dyskwalifikacja),
- Julio Urías – chód na 50 km – 17. miejsce,
- Hugo López – chód na 50 km – nie ukończył konkurencji (dyskwalifikacja)

### Pływanie
Mężczyźni
- Juan Luis Bocanegra – 100 m stylem dowolnym – 58. miejsce,
- Roberto Bonilla – 200 m stylem klasycznym – 30. miejsce

### Podnoszenie ciężarów
Mężczyźni
- Luis Medrano – kategoria do 56 kg – 20. miejsce

### Strzelectwo
Mężczyźni
- Sergio Sánchez
  - pistolet pneumatyczny 10 m – 36. miejsce,
  - pistolet dowolny 50 m – 8. miejsce,
- Attila Solti – ruchoma tarcza 10 m – 8. miejsce,
- Juan Romero – skeet – 26. miejsce,
- Francisco Romero Arribas – skeet – 45. miejsce

### Szermierka
Kobiety
- Carmen Rodríguez – floret indywidualnie – 37. miejsce

### Zapasy
Mężczyźni
- Mynor Ramírez – styl wolny waga do 48 kg – 17. miejsce